# Isopedella gibsandi
Isopedella gibsandi är en spindelart som beskrevs av Hirst 1993. Isopedella gibsandi ingår i släktet Isopedella och familjen jättekrabbspindlar.
Artens utbredningsområde är Western Australia. Inga underarter finns listade i Catalogue of Life.